# Porsche Tennis Grand Prix 2019
Porsche Tennis Grand Prix 2019 byl tenisový turnaj ženského profesionálního okruhu WTA Tour, hraný v hale Porsche-Arena na krytých antukových dvorcích. Konal se mezi 22. a 28. dubnem 2019 v německém Stuttgartu jako čtyřicátý druhý ročník turnaje.
Rozpočet turnaje činil 886 077 dolarů. V rámci WTA Tour se řadil do kategorie WTA Premier. Představoval jediný ženský turnaj v sezóně 2018 probíhající na krytých antukových dvorcích. 
Nejvýše nasazenou hráčkou ve dvouhře se stala světová jednička Naomi Ósakaová z Japonska. Jako poslední přímá účastnice do dvouhry nastoupila 48. hráčka žebříčku Běloruska Viktoria Azarenková.
Dvacátý sedmý singlový titul na okruhu WTA Tour vybojovala 29letá Češka Petra Kvitová, která tak jako první hráčka v roce 2019 získala druhou trofej z dvouhry. Bodový zisk ji vrátil na 2. příčku klasifikace.   Vyjma finanční prémie si odvezla tradiční cenu turnaje v podobě vozu Porsche 911 Carrera 4S Cabriolet. Při vůbec prvním společném startu v deblové soutěži si trofej odvezl německý pár Mona Barthelová a Anna-Lena Friedsamová, který startoval na divokou kartu.

## Distribuce bodů a finančních odměn

### Distribuce bodů
| Soutěž  | vítězky | finalistky | semifinalistky | čtvrtfinalistky | 16 v kole | 32 v kole | Q  | Q3 | Q2 | Q1 |
| ------- | ------- | ---------- | -------------- | --------------- | --------- | --------- | -- | -- | -- | -- |
| dvouhra | 470     | 305        | 185            | 100             | 55        | 1         | 25 | 18 | 13 | 1  |
| čtyřhra | 470     | 305        | 185            | 100             | 1         | —         | —  | —  | —  | —  |

### Finanční odměny
| Soutěž                                | vítězky   | finalistky | semifinalistky | čtvrtfinalistky | 16 v kole | 32 v kole | Q3      | Q2      | Q1    |
| ------------------------------------- | --------- | ---------- | -------------- | --------------- | --------- | --------- | ------- | ------- | ----- |
| dvouhra                               | 123 610 € | 66 009 €   | 35 256 €       | 18 952 €        | 10 163 €  | 6 450 €   | 2 897 € | 1 539 € | 857 € |
| čtyřhra                               | 38 665 €  | 20 657 €   | 11 288 €       | 5 744 €         | 3 120 €   | —         | —       | —       | —     |
| částky ve čtyřhře jsou uváděny na pár |           |            |                |                 |           |           |         |         |       |

## Ženská dvouhra

### Nasazení
| Stát                          | Hráčka                 | WTA | Nasazení |
| ----------------------------- | ---------------------- | --- | -------- |
| Japonsko                      | Naomi Ósakaová         | 1.  | 1.       |
| Rumunsko                      | Simona Halepová        | 2.  | 2.       |
| Česko                         | Petra Kvitová          | 3.  | 3.       |
| Česko                         | Karolína Plíšková      | 4.  | 4.       |
| Německo                       | Angelique Kerberová    | 5.  | 5.       |
| Nizozemsko                    | Kiki Bertensová        | 7.  | 6.       |
| Lotyšsko                      | Anastasija Sevastovová | 13. | 7.       |
| Estonsko                      | Anett Kontaveitová     | 15. | 8.       |
| Žebříček WTA k 15. dubnu 2019 |                        |     |          |

### Jiné formy účasti
Následující hráčky obdržely divokou kartu do hlavní soutěže:
- Dominika Cibulková
- Andrea Petkovicová
- Laura Siegemundová

Následující hráčky postoupily z kvalifikace:
- Anna-Lena Friedsamová
- Mandy Minellaová
- Greet Minnenová
- Sara Sorribesová Tormová

Následující hráčky postoupily z kvalifikace jako tzv. šťastné poražené:
- Giulia Gattová-Monticoneová
- Věra Zvonarevová

### Odhlášení
před zahájením turnaje
- Danielle Collinsová → nahradila ji  Sie Šu-wej
- Simona Halepová (poranění levé kyčle) → nahradila ji  Giulia Gattová-Monticoneová
- Garbiñe Muguruzaová → nahradila ji  Věra Zvonarevová
- Sloane Stephensová → nahradila ji  Anastasija Pavljučenkovová
- Elina Svitolinová → nahradila ji  Lesja Curenková

v průběhu turnaje
- Naomi Ósakaová

## Ženská čtyřhra

### Nasazení
| Stát                                                                      | Hráčka                 | Stát       | Hráčka                | WTA | Nasazení |
| ------------------------------------------------------------------------- | ---------------------- | ---------- | --------------------- | --- | -------- |
| USA                                                                       | Nicole Melicharová     | Česko      | Květa Peschkeová      | 25. | 1.       |
| Německo                                                                   | Anna-Lena Grönefeldová | Nizozemsko | Demi Schuursová       | 33. | 2.       |
| Japonsko                                                                  | Makoto Ninomijová      | USA        | Abigail Spearsová     | 57. | 3.       |
| USA                                                                       | Raquel Atawová         | Slovinsko  | Katarina Srebotniková | 60. | 4.       |
| Žebříček WTA k 15. dubnu 2019; číslo je součtem umístění obou členek páru |                        |            |                       |     |          |

### Jiné formy účasti
Následující páry obdržely divokou kartu do hlavní soutěže:
- Mona Barthelová  /  Anna-Lena Friedsamová
- Anastasija Pavljučenkovová /  Lucie Šafářová

## Přehled finále

### Ženská dvouhra
- Petra Kvitová vs.  Anett Kontaveitová, 6–3, 7–6(7–2)

### Ženská čtyřhra
- Mona Barthelová /  Anna-Lena Friedsamová vs.  Anastasija Pavljučenkovová /  Lucie Šafářová, 2–6, 6–3, [10–6]